# ネ・ウィン
ネ・ウィン（ミャンマー語: နေဝင်း, ラテン文字転写: ne wang:/Ne Vaṅʻ"/Ne Win、IPA: [nè wɪ̃́] ネー・ウィン、1910年5月14日 - 2002年12月5日）は、ビルマ（現在のミャンマー）の軍人、政治家。幼名はシュマウン（ミャンマー語: ရှုမောင်, ラテン文字転写: hru. maung/Rhu Moṅʻ/Shu Maung、IPA: [ɕṵ mã̀ʊ̃]）で、ネ・ウィンは1941年に武号としてつけたものであり、文字通りには〈輝く太陽〉を表す。独立運動の功労者であり、独立後、軍最高司令官、連邦革命評議会議長、大統領、ビルマ社会主義計画党（BSPP）議長を務めるも独裁者として非難された。日本名は高杉晋（たかすぎ しん）。

## 生い立ち

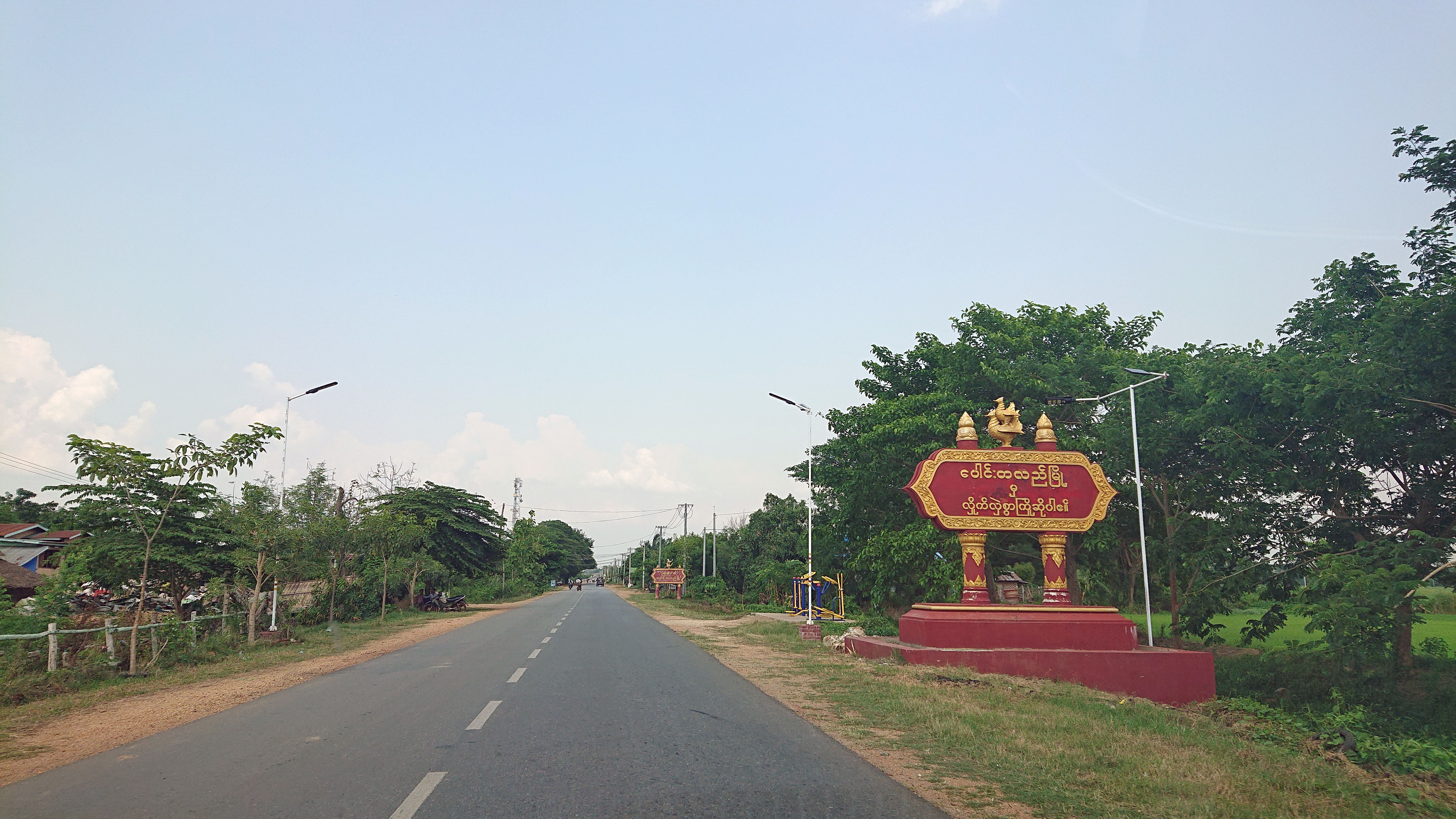
パウンデー

1911年5月14日、現在のバゴー地方域・ピイ県・パウカウン郡区・パウンデー生まれ。出生名はシュマウン（Shu Maung）で、父親はウー・ポカ（U Po Kha）、母親はドー・ミレー（Daw Mi Lay）。35歳で亡くなった母親が色白だったので、中国人と血が混じっているという説があるが、定かではない。
父母の間には子供が7人でき、そのうち4人は早死したが、3人は生き残り、長男がシュマウン、次男がフラトゥン（Hla Htun）、三男がテインニュン（Thein Nyunt）である。のちにフラトゥンはインドネシアに渡り、現地で結婚して渡し船の操縦士となり、テインニュンは、1962年のクーデター後、政府貿易公社に職を得、のちにロンドンのビルマ貿易委員会で働いた。父親の仕事は「収入査定官」というもので、薄給ではあったが賄賂を受け取る立場にいたので、その金を元手に副業で農業や商売を行い、わりと裕福な暮らしをしていたのだという。
家族は仏教徒だったが、あまり信仰熱心ではなく、シュマウンは田舎で育った当時のミャンマー人少年にしては珍しく、少年時代に一度も出家したことがないのだという。実際、晩年に信仰に目覚めるまで、シュマウン/ネ・ウィンは仏教に関心を示さなかった。
パウンデーの小学校、パウカウンの中学校を卒業した後、16歳の時にピイの国立高校に入学した。のちにネ・ウィンの跡を継いで大統領になったサンユの兄は、高校時代のシュマウンの英語教師であり、国軍初期の戦友であるアウンジーはサンユと同じ高校の8歳上の先輩で、3人ともピイ周辺で育った同郷だった。学校では文武両道でならし、特に英語が得意で、後年、各国首脳と通訳を交えず英語で会話し、英語の原書を読むほどの英語力だった。スポーツはテニス、フットボール、ホッケーを嗜んだ。特にテニスには50代まで熱中し、テニス肘になってプレーを断念した後はゴルフを楽しむようになり、そのおかげでゴルフはミャンマーのエリート層の娯楽として定着した。
1929年、名門ヤンゴン大学に入学して生物学を学んだ。当時の学制では生物学を2年間専攻し、卒業試験に合格すれば医学部に進学できたが、シュマウンも医学部を目指していた。大学時代もスポーツ、そしてミャンマーの古典音楽や詩に熱中したが、それ以上に競馬に熱中するあまり、卒業試験を不合格となり、1932年に大学を中退した。学生時代のシュマウンが政治に興味があったかどうか不明だが、英語の週刊誌『ニュー・ビルマ』にときおり投稿していたのだという。そして彼には、のちにわれらビルマ人連盟（タキン党）のメンバーとなるバーセイン（Ba Sein）とニー（Nyi）という2人の叔父がいた。

## 独立運動

### タキン・シュマウン
大学中退後、シュマウンはピイの木炭をヤンゴンで販売する商売を始めたが、すぐに失敗。その後、シュマウンは植民地政府に職を求め、1934年にエーヤワディー地方域・チャイラッの鉄道事務所に事務員として就職し、その後、ヤンゴン郵便局・シュエゴンダイン（Shwe gone daing）支局に勤務した。

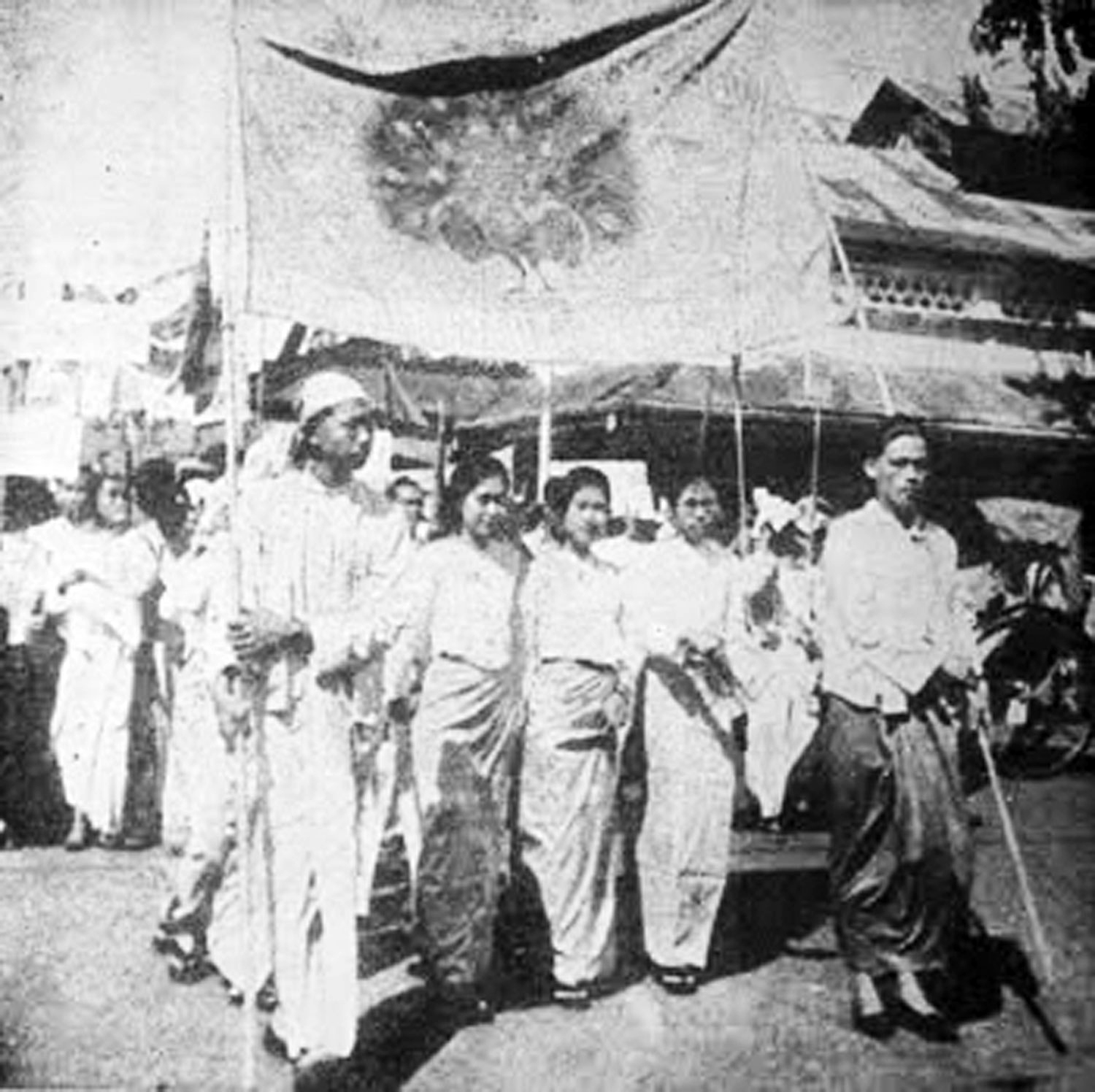
われらビルマ人同盟のデモの様子。

そしてこの頃からシュマウンも政治に関心を持つようになり、タキン党の事務所に出入りして、当局に追われたタキン党のメンバーを自宅に匿うようになった。タキン党がタキン・コードーマイン派とタキン・バーセイン派に分裂した時は、もちろん、バーセイン派に加わった。ビルマ社会党の前身・人民革命党が結成された時にはそれにも参加した。当時、タキン党内ではミャンマー独立のために、イギリスに協力すべきか、日本と協力すべきかで論争があったが、シュマウンは日本派だった。このように政治活動をしている間も、シュマウンは郵便局の勤務を続け、警察に関する郵便物を見つけると開封して同僚に内容を報告したり、競馬場で政府内の情報提供者から機密情報を入手したりしていたのだという。

### ネ・ウィン
日本軍の特務機関・南機関のミャンマー人の若者に軍事訓練を施して、ミャンマーで武装蜂起を起こし、イギリス軍をミャンマーから放逐するというビルマ侵攻作戦に、アウンサンらタキン党のメンバーは参加することになり、シュマウンもメンバーに選ばれた。このメンバーはのちに30人の同志と呼ばれ、ミャンマー独立の英雄となった。
軍事訓練を行うことになっていた海南島に、シュマウンは最後の第4グループとして1941年6月に到着し、高杉晋という日本名を与えられた。当初、シュマウンは30人の同志の他のメンバーからひ弱と見られていたが、すぐに頭角を現し、当初、野戦指揮・破壊活動・ゲリラ活動の訓練を受けていたが、その優れたリーダーシップを買われ、追加で最高指揮と管理の訓練も受けた。南機関の泉谷達郎は「（シュマウンは）理解力が異常に早く、実技と理論の両方で教官の代わりになって、他の人が理解しやすいように説明してくれた」「（日本人とミャンマー人の間で喧嘩になったときは）タキン・シュマウンは仲介者となり、解決策を提供しようと努めた」と述べている。しかしシュマウンは、訓練開始早々、自分たちを利用するだけでミャンマーを独立させる気のない日本軍の魂胆に気づき、反日思考を強くしたとも伝えられる。また禁欲的なアウンサンと賭博や女性が好きなシュマウンは事あるごとによく衝突していたが、のちにアウンサンが独立運動のリーダーになった後は、忠実に従った。
その後、1941年12月、バンコクでビルマ独立義勇軍（BIA）が結成され、シュマウンはネ・ウィン（輝く太陽）という戦闘名を名乗り、以後、定着した。ネ・ウィンはBIAの他のメンバーとは別に、唯一日本人指揮官がいない「国内騒乱部隊」を率いてミャンマーに侵入し、イギリス軍の防御網を撹乱する任務を負った。ネ・ウィン31歳の時だった。

### ビルマ国民軍（BNA）最高司令官
1942年3月8日、日本軍とBIAはヤンゴンを占領したが、ネ・ウィンの「国内騒乱部隊」は目ぼしい戦果を上げられなかった。ミャンマーの独立の約束を反故にした日本軍は、軍政を敷いてBIAをより小規模なビルマ防衛軍（BDA）に再編し、士官学校と陸軍省を設立した。ネ・ウィンはいずれの組織の人選にも関わり、優秀な人材を集めて同胞意識とナショナリズムを育んだ。1943年8月、ビルマ国が樹立され、BDAがビルマ国民軍（BNA）に再編されると、ネ・ウィンは最高司令官に任命された。英語に堪能で、ヤンゴンの地理に明るいネ・ウィンは日本人将校たちに重宝され、また兵士たちと親密な関係を築いていたため、ミャンマー人将校・政治家たちにとっても欠かせない存在になっていた。
1945年3月27日、アウンサン率いる反ファシスト人民自由連盟（AFPFL）は、ついに抗日蜂起を決行した。ネ・ウィンは8つ設定された軍管区のうち、エーヤワディー・デルタ東部の第2軍区の司令官となった。ちなみに第2軍区の政治顧問は、のちに赤旗共産党を結成するタキン・ソーだった。タキン・ソーは1970年に逮捕され死刑判決を受けたが、のちに減刑され、1980年に恩赦で釈放された後は、ネ・ウィンこの”戦友”を自宅に頻繁に招いた。

同年5月1日、ヤンゴンは解放され、5月7日、ネ・ウィンは軍最高司令官としてラジオで演説を行った。演説の原稿はネ・ウィンが英語で書き、それをミャンマー語に翻訳して、英語とミャンマー語両方で行った。10日にはそのキャリアでも珍しい記者会見を開いた。

## 独立期の反乱

### 第4ビルマライフル部隊・隊長
1945年9月のアウンサンと連合軍との間で結ばれたキャンディ協定に従い、英領ビルマ軍と、BNA改めビルマ愛国軍（BPF）を統合して1万2,000人の兵力を擁するミャンマー軍（以下、国軍）が編成された。新生国軍には計15個ライフル大隊があったが、そのうちビルマ族のPBF出身者で構成されていたものはわずか4個で、総参謀長（国軍総司令官）・スミス・ダン以下 、人口比で圧倒的にビルマ族より少ないカレン族が国軍の要職を多数占めている組織であり、カレン族将校とビルマ族将校との間には対立があった。その中でネ・ウィンは第4ビルマライフル部隊の隊長に任命された。
この時期、ネ・ウィンは政治からは距離を置き、ピイ近郊の軍事キャンプでひたすら軍事訓練に励んだ。ネ・ウィンの周囲には、革命評議会No.2だったアウンジー、ネ・ウィンの片腕だったティンペー（Tin Pe）、チョーゾー（Kyaw Soe）、8888年民主化運動の際に17日間だけBSPP議長・大統領を務めたセインルイン、1976年から1985年まで国軍総司令官、1976年から1988年まで国防相を務めたチョーティン（Kyaw Htin）、1988年にBSPPから改名した国民統一党（NUP）初代党首・ウー・タギャウ（U Tha Gyaw）、ネ・ウィンの専用コックで、強大な権力を有したラジュー（Raju）というインド人、軍人ではなかったがセインルインの後にBSPP議長・大統領を務めた法律家のマウンマウンなど、のちにネ・ウィンの側近となる人々がいた。彼らは厳しい訓練を積みながら酒を酌み交わし、強い絆を築いていった。
制憲議会選挙を1か月後に控えた1947年3月、ヤメティン、タウングー、ニャウンレービンに至るミャンマー中央部において、ネ・ウィン率いる第4ビルマライフル部隊は、インド人部隊と共同で「フラッシュ作戦」と呼ばれるミャンマー初の反乱鎮圧作戦を実行した。この地域ではビルマ共産党（CPB）が武装した1,000人規模の強盗団を組織して、毎日のようにバスの襲撃、林業従事者の襲撃、銅線泥棒などの犯罪を働いていたのだが、完全に排除することはできなかったものの、ネ・ウィンはこれを約2か月で概ね鎮圧した。この作戦の成功は、国軍の自立と目前に迫った国家の独立を促したと高い評価がある一方、作戦中に第4ビルマ・ライフル部隊の兵士の一部が強盗を働いて住民の不興を買ったことで、ネ・ウィンが軍隊の規律に厳しくなったきっかけとも言われる。
1947年7月19日、アウンサンが暗殺された時、ネ・ウィンはピンマナにいた。事件を知るやすぐに部隊の一部を引き連れてヤンゴンに取って返したが、途中、タウングーでイギリス軍の部隊に止められ、ヤンゴン郊外のチャイッカロ・パゴダ（Kyaikkalo Pagoda）近くの検問所で拘束された。激怒したネ・ウィンはありったけの暴言を吐いたと言われる。その後、ようやくヤンゴンへの進軍を許可された。
独立の3週間前の同年12月12日、ネ・ウィンは大佐から准将に昇進し、国境地帯とシャン州を含む国の半分を管轄する北部司令部の司令官に任命された。39歳の時だった。

### 国軍総司令官
1948年1月4日、ビルマ連邦は独立した。しかしその直後の1948年4月2日、CPBが蜂起し、同年、カレン民族同盟（KNU）が反乱を起こした。また人民義勇軍（PVO）のCPB支持派、国軍内のCPBに同調した勢力が離反し、翌1949年には、カレンニー州やモン州でも小規模な武装組織が結成され、ラカイン州北部ではムスリムのムジャーヒディーンの乱が起き、ミャンマー全土が内戦状態となった。
国軍に残ったビルマ族の将校・兵士たちはネ・ウィンの下で結束した。一部将校・政治家がネ・ウィンにクーデターを決行するように促したが、ネ・ウィンはこれを拒否して政府に忠誠を誓った。ネ・ウィンはスミス・ダンを軽んじており、反乱鎮圧中は誰の命令も受けずに自由に行動し、軍内での地位を高めていった。そして1949年1月末、カレン族の反乱軍がインセイン郡区を占拠するに及び、ついに首相のウー・ヌはスミス・ダン以下カレン族の将校を解雇し、ネ・ウィンを国軍総司令官に任命した。その時点で、国軍兵士の半分が反乱を起こし、兵器の半分が失われ、反乱軍が計3万人以上の兵力だったのに対し、国軍はわずか2千人の兵力しかなく、国土の75％が反乱軍の手に落ちていたと言われる。ウー・ヌ政権はラングーン周辺の半径10km以内のみを実効支配するだけで、「ラングーン政府」と揶揄された。
この状況からネ・ウィンは、カレン族将校、親英派、不忠者などを排除し、シッウンダンという民兵組織を各地で組織し、カチン・ライフル部隊を3個大隊から6個大隊に増設して、新たにシャン・ライフル部隊とカレンニー・ライフル部隊を設置するなど軍拡に努め、イギリスとインドから兵器の提供を、オーストラリア、パキスタン、スリランカなどの英連邦諸国から600万ポンドの融資を受けて反撃に出、1950年代初頭までに各反乱軍を国境地帯に追い込んだ。この間、ネ・ウィンは国軍総司令官だけではなく、副首相、国防大臣、内務大臣を兼任し、ウー・ヌに次いで政府でナンバー２の実力者となった。反乱鎮圧の目処が立った1950年、ネ・ウィンはイギリス、アメリカ、イタリアを外遊した。1950年代後半から国軍は「カパサ（Kapasa）」という軍需工場を各地に建設して、兵器の生産を始めたが、最初に製造された小火器はBA-52または "Ne Win Sten"として知られる、イタリア製9mmTZ-45サブマシンガンのコピーだった。

1950年9月11日、ネ・ウィンは以下のような言葉を残して、国軍総司令官以外のすべての職を辞した。
その3つの目的とは、
1. できるだけ早く自由選挙の実施を支援する。
2. あらゆる手段で平和を回復する。
3. 暴力による権力奪取の試みに抵抗し、これを阻止する。

であった。

## 選挙管理内閣・暫定首相
1950年代のネ・ウィンはわりと平穏な日々を送っていた。1951年には最愛の女性・ドー・キンメイタンと結婚。競馬場のVIP席に座っている姿がよく見かけられ、ゴルフにも精を出した。仕事への意欲を失い、重病説や引退説が流れたほどだった。しかしこの間も、積極的に外遊に出かけ、各国の首相や国家元首と昼食を共にし、政治的・軍事的課題について意見を交換した。当時、ネ・ウィンは、シャン州の一部を占拠した中国国民党軍（泰緬孤軍）を支援していたアメリカ、ろくな兵器を供給してくれないイギリスに不信感を持ち、ソ連には興味がなく、中国を危険視しておらず、ユーゴスラビアをモデルと考えていた。実際、この間も国軍は成長拡大を続けており、「ネ・ウィンは諜報活動と将校たちの配置に気を配り、実務はアウンジー、マウンマウン、ティンペー、チョーゾーなどの側近に任せていた」と、のちにマウンマウンは語っている。

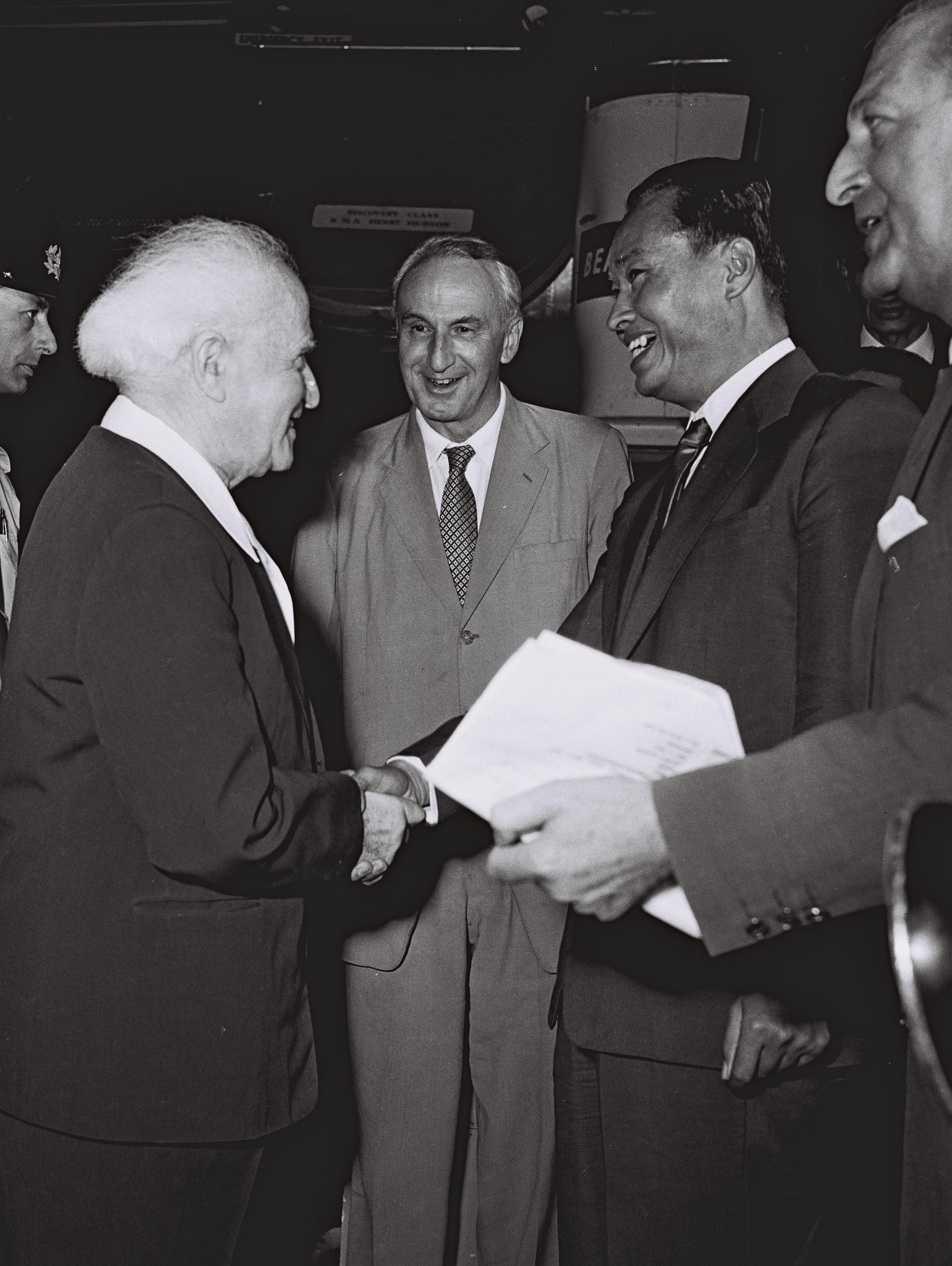
1959年のイスラエル訪問時にダヴィド・ベン＝グリオン（左）と握手するネ・ウィン（右）

しかし、1957年にAFPFLが、ウー・ヌの清廉派AFPFLとバー・スエらビルマ社会党のメンバーからなる安定派AFPFLに分裂し、選挙の結果、政権を担った清廉派AFPFLが国軍に対して敵対的行為を取ったことに反発した北部軍管区司令部がクーデターを計画した。計画を事前に察知したマウンマウンやアウンジーなど国軍幹部は両者の間を取り持つために奔走し、最終的に1959年4月末までに総選挙を行うことを条件に、ウー・ヌがネ・ウィンに政権移譲することで両者の合意を取りつけ、1958年10月、ネ・ウィン選挙管理内閣が成立、ネ・ウィンが暫定首相に就任した。ネ・ウィンは一連の動きに積極的に関与しなかったが、止めようともせず、アウンジーとマウンマウンに任せきりだったのだという。
ネ・ウィンは各派閥に配慮してかなり慎重して人選して、マウンマウン、アウンジー、テインペーなどの側近軍人だけではなく、最高裁判所判事、大学教授、銀行家、公務員などからなる文民内閣を組閣した。他にも外国人顧問を多数雇った。ネ・ウィンとしては、徹底した社会主義路線を敷きたかったようだが、マウンマウン、アウンジーらの反対に遭って撤回を余儀なくされた。基本、ネ・ウィンは仕事は部下に任せ、彼は毎朝8時30分に部下から報告を受けるだけで、午後はゴルフをプレーしていた。選挙管理内閣は物価引き下げ、行政改革、ヤンゴンの美化、シャン州やカレンニー州の伝統的首長の特権廃止、中国との国境画定などそれなりに業績を上げたが、あまりにも性急かつ厳格であったため国民には不評で、ネ・ウィンはこれ以上国軍の評判が傷つくのを嫌って、約束から少し遅れて政権を民政移管した。この功績により、ネ・ウィンはマグサイサイ賞の候補に上がったが、「親欧米的」という理由で受賞を辞退した。

## 革命評議会議長・BSPP議長

### クーデター
1962年3月1日の夜、ネ・ウィンとキンメイタンは、ビルマを訪れていた中国音楽団の公演に出席した。ネ・ウィンは、後ろに座っていた若者たちと口論になり、若者たちは椅子に足を乗せた。公演の終わりに、ネ・ウィンは舞台に上がり、出演者たちを祝福し、感謝した。その夜遅く、ネ・ウィンはクーデターで権力を握った。ネ・ウィンがクーデターを起こした理由については、シャン州の土侯（ツァオパー）たちが中心になって展開していた「真の連邦制」を求める運動が、連邦分裂をもたらしかねないと危機感を抱いていたためとも言われている。当時、このクーデターはミャンマーに安定をもたらすものと国内外から歓迎されていた。ただクーデターの際、ビルマ連邦初代大統領・サオ・シュエタイッの10代の息子・ソー・ミィミィ（Saw Myee Myee）が国軍兵士に射殺される事件があったが、ネ・ウィンはサオ・シュエタイッの妻・サオ・ナン・ハーン・カムに手紙を書き、「革命評議会の指示による任務を遂行するため、国軍兵士があなたの邸宅に到着した3月2日の夜明けに、あなたの息子さんが命を落としたことは承知しています。この予期せぬ悲劇に対し、評議会のメンバーともども私も深くお詫び申し上げます」と丁重に詫びた。

### ビルマ社会主義への道
ネ・ウィンはビルマ連邦革命評議会（以下、革命評議会）を設立し、その議長に就任して議会を解散、憲法を停止して全権を掌握した。そして国家イデオロギーである『ビルマ社会主義への道』発表し、社会主義経済制度樹立を推進・擁護する民主主義だけを運営していくべきと宣言、その実現のためにビルマ社会主義計画党（BSPP）を設立し、ここでもネ・ウィンが議長に就任した。ただしBSPPが本格始動するのは1971年6月の第1回党大会からであり、それまでは革命評議会に実権があった。また革命評議会とは別に、革命評議会のメンバー8人からなる内閣が別に組織された。
『ビルマ社会主義への道』は（１）軍事独裁（1974年以降はBSPP一党独裁）（２）経済の国有化（３）非同盟中立外交を特徴とした。

#### 軍事独裁
議会政治への幻滅感がクーデターの一因だったので、ネ・ウィンにとっては選択肢のないものだった。ただアウンサンが日本滞在中に書いた手記に「ビルマに必要なのは強力な国家行政である⋯⋯そしてこの強力な国家行政を可能にする最善の形態は一党支配であると考える。一党支配が永久に理想であるとは言えないにしても」と記しており、ネ・ウィンはこのアウンサンの政治思想を実現したものと言えた。また第二次世界大戦後は、「党や軍部による独裁の下で急速な発展や近代化を目指す政治体制」である開発独裁は、国際政治の趨勢の1つでもあった。

#### 経済の国有化
英植民地下で、中国人とインド人がミャンマー経済を牛耳り、ミャンマー人を搾取しているという、当時のミャンマー人の一般認識をネ・ウィンも共有していた。「ビルマの国を取り戻したい」というのが彼の口癖だったのだという。
ただし1947年5月の憲法草案審議予備会議で、アウンサンがミャンマーの経済政策について「林業、鉱業、電力、鉄道、航空、郵便、電信、電話、放送、外国貿易を国有化し、地主制度を廃止する。その他の生産手段は、できる限り共同組合所有とする」と述べ、1948年憲法では、第23条で「公共の利益のために私有財産を国有化できる」、第30条で「国家がすべての土地の最終所有者である」、第42条で「国家が私的利益を追求しない経済団体に物的支援を与える」など社会主義色が濃い規定があることからもわかるとおり、革命評議会の社会主義路線は決して唐突なものではなく、『ビルマ社会主義への道』の第14節にも「ビルマの議会制民主主義は、社会主義の目標を見失い、ついには社会主義経済制度と相反する点に達した」とする一文があって前体制との継続性を示唆していた。しかし各国は、ミャンマーが共産主義国になったのではないかと疑い、共産主義国のソ連のフルシチョフや中国の周恩来首相までが、早急な社会主義路線への転換を諌めるほどであり、ネ・ウィンは「自分は共産主義者ではないし、これまで共産主義者だったこともないし、これからも共産主義者になることはない」と釈明に追われる羽目になった。
この経済の国有化政策は、著しい経済不効率を生み、結果、ミャンマーはアジア最貧国の1つとなったが、1970年代までに農地のほとんどは政府または農民の所有物であり、工業手段も政府または現地企業家の所有物で、外国人地主と外国人所有者は排除された。また極端な富と貧困の偏在も存在せず、他国に見られるようなスラムも存在しなかった。藤田昌宏は「自由化の結果、我が愛するビルマ人が再び中国人、インド人に搾取されるくらいであれば、このままのほうがまだマシである」とネ・ウィンは考えたのではないかと推測している。実際、ミャンマーが経済の自由化に踏み切った2010年代には、中国人が再びミャンマー経済の実権を握りつつあった事実が指摘されている。

#### 非同盟中立外交
ネ・ウィンは「国家の中に国家の強さがある」というのが口癖で、冷戦下でアメリカ、ソ連、中国のいずれの大国に対しても、付かず離れずの距離を取り、ミャンマーが冷戦に巻き込まれないように腐心した。これは海外からの経済支援、技術支援、観光客の制限など極端なものであり、多くの犠牲を伴ったが、1960年代から1980年代にかけて、ベトナム戦争に巻き込まれたベトナム、内戦に巻き込まれたラオス、クメール・ルージュが猛威を振るったカンボジアなどの近隣諸国に比べれば犠牲者は圧倒的に少なく、毛沢東中国の文化大革命やインドネシアの9月3日事件などの大規模な流血沙汰もなかった。非同盟中立主義を貫き、少数民族の反乱や共産主義の脅威から国を守ったネ・ウィンの姿勢は、当時の、少なくともビルマ族の国民からは歓迎されていたのだという。朝鮮半島に対しても非同盟中立の南北等距離外交を行っていたが、ラングーン事件の際はアウンサン廟を爆破した北朝鮮の暴挙に激昂して断交した。

## 大統領

### 大統領就任
ネ・ウィンは1968年9月の国軍司令官会議で「私はあまりリーダーシップを取りたくない」「われわれ（国軍）は政治を独占することはできない」と述べ、1971年6月の第1回BSPP党大会の演説で「（クーデターを起こした時）良い気持ちではなかった。われわれの良心には翳りがあった。この時以来、われわれは、国家権力はその正当な持ち主、すなわち国任に回復すべきと信じていた」と述べていることから、当初から軍政を恒久的に続けるつもりはなく、民政移管を行う意志はあったようだ。
1962年に結成された後、BSPPは着々と党基盤作りを進め、中央政治学学校（後に中央政治学大学に改編）という党幹部養成学校を設立し、当初は幹部政党だったものが、1963年から入党申請の受付を開始し、その党員数は1965年に10万人弱、1966年に18万人、1970年には25万人に達した。ちなみに党員募集に関するネ・ウィンの方針は、「有能で善良な」人材ではなく「善良で有能」な人材で、人柄を優先させた。後者は訓練すれば有能になるが、後者は私利私欲に走る危険性があるというポリシーからであった。また当初、BSPPの中央委員会も党内最高意思決定機関たる中央執行委員会も現役国軍将校ばかりだったが、1972年4月22日、ネ・ウィン以下中央執行委員会のメンバーの多くが退役して民間人となり、中央執行委員会のメンバーのうち現役国軍将校はサンユ以下3人だけとなった。1973年10月のBSPP第2回党大会で選出された新任の中央委員35人のうち、現役将校はわずか7人で、その他は文民かつ多様な民族出自の者が多かった。これらの措置は、ネ・ウィンが長年温めてきた党軍分離構想の実現の一環だった。
そして1974年1月3日、新憲法が施行され、BSPP一党独裁の下の事実上の信任投票であったが、総選挙が1月末から全国で実施され、3月2日、12年前にネウィンがクーデターを起こしたその日に第1回人民議会が召集され、革命評議会は解散し、ネウィンが大統領に選出され、悲願の民政移管がなった。とはいえ、実質、BSPPの中央執行委員会が国権の最高意思決定機関であり、BSPP議長と大統領の2つの職を兼務するネ・ウィンの権力は絶大なものだった。しかしそのために、党・政府幹部は日に影にネ・ウィンに忖度して意思決定を遅らせ、あるいはネ・ウィンの鶴の一声で意思決定が翻る事態が頻発した。「仕事をするな、巻き込まれるな、クビになるな」が彼らのスローガンとなり国政は著しく停滞、桐生稔はこれを「躊躇の政治」と呼んだ。ネ・ウィンは1981年8月8日、第4回党大会で高齢などを理由に大統領を辞任し、後任に忠実な側近であるサンユを選んだが、BSPP議長職には留まり権勢を振るい続けた。

### 後発開発途上国
|              | 1950－54 | 1960－64 | 1985－89 |
| ------------ | -------- | -------- | -------- |
| ミャンマー   | 245      | 361      | 556      |
| インド       | 617      | 800      | 1,142    |
| フィリピン   | 896      | 1,204    | 1,627    |
| タイ         | 804      | 1,027    | 2,790    |
| 台湾         | 967      | 1,387    | 6,708    |
| 中国         |          | 487      | 1,283    |
| インドネシア |          | 583      | 1,688    |
| マレーシア   |          | 1,544    | 4,082    |
| シンガポール |          | 1,899    | 9,578    |

多くのミャンマーエリートと同様、ネ・ウィンも「ミャンマー人は怠惰」と考えており、意識改革が必要だと事あるごとに説いていた。しかし成果は上がらず、『ビルマ社会主義への道』を導入して以降もミャンマー経済は低迷し続けた。もちろん、経済低迷の原因はミャンマー人の国民性だけによるものではなく、社会主義経済の不効率に起因するものだったが、さらに右図からもわかるとおり、「独立時のミャンマーは東南アジアでもっとも豊かな国の1つだった」という人口に膾炙している話と違い、独立時、戦火に塗れた国土は荒廃し、そもそもの経済状態が「経済的悪夢」と称されるほどのどん底にあった。後年、ネ・ウィンは「疑いようのない愛国者である彼は、平均的なビルマ人の怠惰と臆病さに対する軽蔑をほとんど隠そうとはしなかった」 のだという。ただ、「ビルマは依然として反乱に悩まされていたが、ほとんどの人々の生活はこれまでとほとんど変わらなかった。経済は繁栄していないものの、昔よりは力強く、ほとんどの贅沢品や一部の必需品は不足していたが、食料は豊富で安価であり、仕事はそれほどきつくなく、生活は貧しかったが、何とか耐えやすくしていた貧困を共有していた。軍隊は若者にとって人気のある職業選択であり、党は慰めの手段を提供していた」（ロバート・テイラー）という指摘もされている。
しかし1987年にミャンマーが後発開発途上国（LLDC）に転落すると、さすがのネ・ウィンも同年8月10日の演説で、「1962年のクーデター以来、25年を経過したが、この間成功もある一方、失敗もあった。重要なことは失敗や誤りが何であり、その理由は何であったかを知ることだ」と述べ、自らの誤りを認めざるをえなかった。

### 8888民主化運動、そしてBSPP議長辞任
1987年に国連から後発開発途上国に認定されたこと、同年9月に75、35、25チャット紙幣を廃止する廃貨令を発令、しかも廃止された紙幣と小額紙幣との交換を認めなかったため、財産を失う者が続出し、国民の不満が溜まっていたことを背景に、1988年3月、ヤンゴン工科大学の学生が治安部隊によって殺害されたことをきっかけに、同年9月までミャンマー全国で大規模なデモが発生した。
7月23日、ヤンゴンのサヤー・サン・ホールでBSPP臨時党大会が開催され、その席でネ・ウィンは、突然、複数政党制の導入を問う国民投票の実施と自身のBSPP議長辞任と、BSPP副議長兼大統領のサンユ、BSPP書記長のエーコー、共同書記長のセインルイン、国防大臣チョーティン、財務大臣のトゥンティンの辞任を申し出た。そして演説の最後に上記の過激なメッセージを国民に送った。26年間続いたネ・ウィン独裁が終焉するというのはまさに青天の霹靂であったが、結局、ネウィンとサンユは「辞任を許可された」が、それ以外の者の辞任は否決され、国民投票の実施も否決された。その後、ネ・ウィンは自宅に引きこもり、党幹部・国軍幹部・政府高官との面会も拒否した。
その後、セインルイン、マウンマウンが相次いでBSPP議長・大統領に就任して事態の収束を図ったが上手くいかず、国軍総司令官のソウマウンと国防省情報局（DDSI）局長・キンニュンがネ・ウィンに相談したところ、ネ・ウィンはクーデターを決行するよう促し、9月18日、アドバイスどおり国軍は軍事クーデターを決行し、国家秩序回復評議会（SLORC）が設置された。その後数日間、ネ・ウィンの発言どおり治安部隊がデモ隊に発砲し、ヤンゴンだけで500人～1000人が死亡したと推定される流血沙汰となった。
なおクーデター前、以下のような怪文書が街中に出回っていたが、およそその後に起きたことは、件の怪文書の内容どおりだった
8月23日、アディ通りにあるネウィンの邸宅で緊急会議が開かれた。会議に出席したのは、ネウィン、セインルイン、マウンマウン博士、国軍総司令官のソーマウン、その他の政府および党のトップリーダー、そしてネウィンの娘・サンダーウィンである。この会議で話された内容は、まずネウィンが国を去った、または今にも国を去ろうとしているという噂を広める。これによって学生、僧侶、その他国民は疑心暗鬼に陥り、亀裂を生じさせる。その間、DDSIの諜報員は無政府状態を作り出し、可能な限り大規模な秘密作戦を遂行する責任を負う。これには、水源に毒を盛ること、政府の倉庫の略奪を扇動して国民のせいにすること、放火を犯すこと、反体制派指導者の名誉毀損キャンペーンを開始することがあった。これらの行動を続けると同時に、複数政党制と民主主義の約束を与えるなどして表面的な譲歩も行う。特定の学生リーダーを暗殺対象に指定し、最終的には国軍が「国内の悪化する状況」を口実にクーデターを起こす。その後、血みどろの鎮圧が行われる。そのために「反ストライキ委員会」が結成された…

## 余生と死
1992年4月23日、精神に変調を来していたソウマウンがSLORC議長と国軍最高司令官双方の職を辞任し、タンシュエが後継者となったが、このプロセスに関してタンシュエ、キンニュンにアドバイスを与えたのが、ネ・ウィンが政治に関与した最後だった。1992年5月24日、国営紙『労働人民日報』のビルマ語版に「公の場にある自分の写真を全部外すように」というネ・ウィンのメッセージが掲載され、そのように取り図られた。その後、ネ・ウィンはチェスと瞑想に耽け、仏教本を読む日々を送っていたのだという。
1997年9月、ミャンマーのASEAN加盟が間近に迫っていた頃、ネ・ウィンはジャカルタを非公式に訪問した。これはインドネシア大統領スハルトが訪緬してくれたことに対する返礼で、1988年以来、初めてネ・ウィンが公の場に姿を見せた出来事だった。
2002年3月7日、ネ・ウィンの愛娘・サンダーウィンの夫・エイゾーウィンとネ・ウィンの孫3人、エイネウィン、チョーネウィン、ズウェウィンが、タンシュエ、マウンエイ、キンニュンの国軍最高幹部3人を拘束し、新政権を樹立するクーデターを企てていた容疑で逮捕された。彼ら以外にも国軍幹部4人を含む100人近くの人々がクーデター計画に関わった容疑で逮捕された。サンダーウィンとネ・ウィンも自宅軟禁下に置かれた。ただし当時ネ・ウィンは脳卒中の後遺症で既に正常な判断能力を失っており、自宅軟禁の事実を認識していなかったと言われている。3週間後の国軍記念日に、タンシュエはネ・ウィンの失政を批判する演説を行った。その後、裁判が行われ、首謀者4人に死刑判決が下された（その後、恩赦で釈放）。
同年12月5日午前7時半頃、ネ・ウィンは亡くなった。享年92歳。即日、火葬に付され、遺灰はヤンゴン川に流された。葬儀に出席したのは、サンダーウィン、継娘のティダウィン、息子のングェソーその他親族10数人だけで、弔問に訪れた人々は警護に当たっていた当局に追い返された。翌日、国営紙の『ミャンマー・アーリン』にネ・ウィンの簡潔な訃報が載った。その内容は、妻のドー・キンメイタン、息子のウー・チョーテイン、息子のウー・エイアウンウィン、娘のドー・レイレイウィン博士が彼より先に亡くなり、遺族はウー・ングェソー、ドー・ティダウィン、ドー・タウダウィン博士、ドー・キンサンダーウィン博士、ウー・ピョーウェイウィン、ドー・チャイモンウィン博士であると記され、支援してくれた人々への感謝と、訃報の伝え方について謝罪するものであった。

## 家族
ネ・ウィンは6回結婚しているが、同じ女性と2度結婚している。

### ドー・タンニュン
最初の結婚相手は、タキン党時代に結婚したドー・タンニュン（Daw Than Nyunt）という女性で、彼女との間にはチョーテイン（Kyaw Thein）という息子をもうけたが、すぐに離婚した。しかしネ・ウィンはチョーテインには生涯目をかけ続け、のちに彼はバーマ・オイルに勤務した。

### ドー・ティンティン
2番目の結婚相手は、日本占領下で結婚したドー・ティンティン（Daw Tin Tin）という電話交換手をしていた女性で、彼女との間にはエイアウン（Aye Aung）、ングウェソー（Ngwe Soe）という2人の息子をもうけたが、2人とも1990年代に亡くなった。ドー・ティンティンといつ頃離婚したかは不明だが、1979年に彼女が亡くなるまでネ・ウィンは連絡を取り続けたのだという。

### ドー・キンメイタン

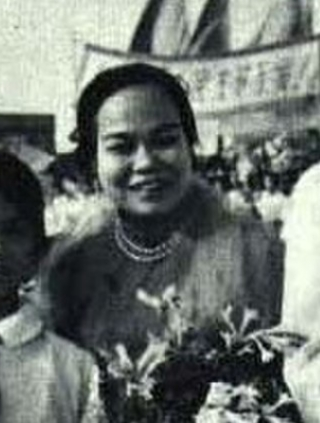
キンメイタン

3番目の結婚相手は、ドー・キンメイタン（Daw Khin May Than）。裕福な外科医の娘で、アメリカで看護の教育を受け、ネ・ウィンと結婚した当時、医師の夫がいた。つまり略奪愛だった。敬虔な仏教徒だったウー・ヌは、ネ・ウィンが不倫の罪を犯したと知った時、激怒してネ・ウィンを解任しようとしたが、ネ・ウィンは昵懇にしていた社会党のバースエとチョーニェインにとりなおしを頼み、なんとか事を収めた。
ドー・キンメイタンは、ネ・ウィンがもっとも愛した女性と言われ、2人は１男３女をもうけた。彼女は知性溢れる社交的な女性で、毎朝・毎夕、毎晩、ネ・ウィンのために新聞を読み上げ、国際ニュースの解説をしていた。ただし我儘な一面もあり、1959年に夫妻で訪米した際、税関職員が夫妻を認識できず、荷物検査を受けたことをずっと根に持っていたのだという。また1965年に夫妻で訪日し、箱根を訪れた際、ポラロイドカメラのフィルムを忘れたキンメイタンは、同行した日本の外交官に「どこかで買ってきてくれ」と頼んだ。当時、フィルムは高価でなかなか入手できないものだったが、キンメイタンがどうしてもと言って聞かないので、東京のデパートに電話したところ、デパートの外商員が真夜中にわざわざ箱根までフィルムを持ってきてくれたのだという。しかし1971年後半、2人は大喧嘩の末離婚し、キンメイタンはインヤレイク・ホテル近くの別荘で、子供たちと一緒に暮らすようになった、ただ、その後もネ・ウィンの外遊には同行した。
キンメイタンは1960年代後半から体調を崩し、たびたびイギリスで治療を受けていたが、腎臓の病気で、医学の知識があったのにも関わらず、人工透析を受けようとしなかった。そして1972年9月3日、ロンドン近郊・フラムの病院で亡くなった。享年45歳。遺体はヤンゴンに運ばれ、家族だけの簡素な葬儀が営まれ、埋葬された。ネ・ウィンはかなりショックを受けていたのだという。
ちなみに、このキンメイタンとの間に生まれた娘が、キンサンダーウィンで、ネ・ウィンは彼女を溺愛し、外遊の際には常に同伴していた。彼女はセーダンという高校の卒業試験と大学の入学試験を兼ねた試験で最高の成績を収め、医学部で学んだ後に医師となり、軍隊に少佐として勤務したこともあった。1990年代には実業家に転じて、大きな成功を収めた。

### ドー・ニーニーミン
キンメイタンの死後9ヶ月も経たないうちに、ネ・ウィンはドー・ニーニーミン（Daw Ni Ni Myint）という女性と4度目の結婚をした。彼女はキンメイタンの姪で、ネ・ウィンよりも30歳も年下。当時、ヤンゴン芸術科学大学の歴史学の講師をしており、キンメイタンの家の世話をしていて、ネ・ウィンとは以前から知り合いだった。キンメイタンとは対照的に内気な性格で、ネ・ウィンと一緒に非公式に来日した際、あまりの口数の少なさに問題になったほどだった。また外交官の佐久間平喜が「どこか行きたいところはありませんか？」と尋ねると、「宝塚のショーを一度見てみたい⋯」と消え入りそうな声で答えたのだという。ネ・ウィンは彼女を気に入ってなかったらしく、一年足らずで離婚したが、次の妻・ヤダナーナッメイと離婚した後、ニーニーミンと再婚した。

### ヤダナーナッメイ（ジューン・ローズ・ベラミー）

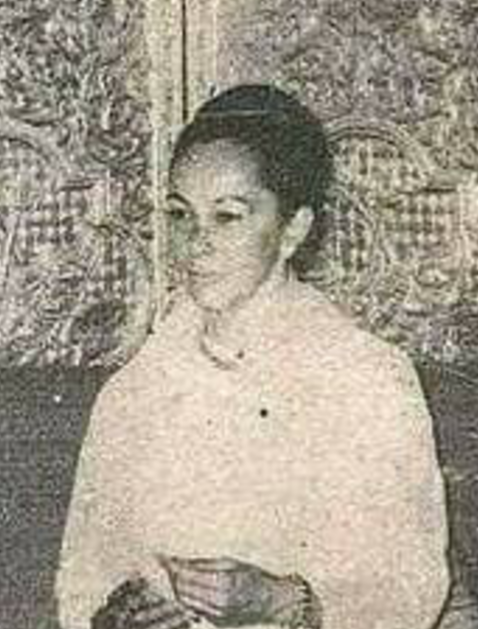
ヤダナーナッメイ（ジューン・ローズ・ベラミー）

ヤダナーナッメイ（Yandana Nat-Mei）、別名・ジューン・ローズ・ベラミーは、1932年6月1日、コンバウン朝の末裔である母親と競馬ブックメーカーのオーストラリア人の父親との間に生まれた。その後、世界保健機関（WHO）で働くイタリア人医師と結婚して2人の息子をもうけたが離婚し、イタリアのフィレンツェで暮らしていた。1976年、母親を見舞うためにミャンマーのビザを申請した時にネ・ウィンに連絡を取ったことがきっかけで2人は知り合い、その後、ネ・ウィンはヨーロッパに渡った際に彼女に会ってプロポーズをして、2人は結婚。インヤレイク・ホテルで簡素な結婚式を挙げた。ネ・ウィンは完全に彼女の美しさに魅了されていたのだという。しかしジューンがネ・ウィンと結婚した目的は、のちに自ら「傲慢の罪」と述べるように、ファーストレディとして国政に影響を与えるためで、ネ・ウィンが訪中した際、中国の要人との会談内容にまで口出しをしてネ・ウィンの不興を買った。その後、瑣末なことで2人は掴み合いの大喧嘩をして、ネ・ウィンが投げた灰皿がジューンの顔面を直撃、彼女はフィレンツェに戻った。その後、ジューンは当地で料理学校を開いて成功を収め、2020年12月1日、亡くなった。

## 弾圧事件
ネ・ウィン治世下では、以下のような弾圧事件が起きた。

### 1962年学生デモ弾圧事件
1962年6月、ヤンゴン大学で大学の管理強化に反対する学生デモが起きた。デモは7月まで続き、学生たちは英植民地時代にアウンサンなど独立運動に携わった学生たちがたびたび集会を開いていた学生会館を選挙した。しかし7月7日、治安部隊がキャンパスに侵入し、学生たちに向かって発砲。翌日、学生会館をダイナマイトで爆破した。政府発表では死者15人、負傷者27人となっていたが、死者は100人以上に上ったとも伝えられる。生き残った学生たちの中にはCPBやKNUに合流した者もいた。作戦を指揮したのはのちにBSPP議長・大統領となったセインルインで、ネ・ウィンは学生デモはCPBに扇動されたものと非難し、「剣には剣、槍には槍で戦う」と述べ、このセリフはのちに反体制派の中で語り草となった。ただのちにネ・ウィンは、「大学生たちへの対応でミスを犯した。父親のように接したほうがよかった」と反省していたのだという。

### 1967年米殺しの日（Rice Killing Day）
1967年8月12日、ラカイン州のアキャブで、アキャブ港に停泊していた貨物船、精米所が暴徒化した住民に襲撃された。翌13日、今度、暴徒たちは市内の警察署、刑務所、公用車に対して投石するなどして襲撃。治安部隊が出動して、解散するよう説得したが、暴徒が聞き入れなかったため、これに発砲した。公式発表では18人死亡、49人が負傷となっているが、300人以上が死亡したとも伝えられる。この事件はアラカン解放軍（ALP）が結成されるきっかけになった。

### 1974年労働者ストライキ弾圧事件
1974年5月13日、米価格の高騰に怒ったマンダレー近郊・ミッゲーの車両工場で労働者のストライキが発生し、その後、チャウ油田とイェーナンジャウン油田など全国42の国営工場に波及した。6月6日、ヤンゴンの鉄道労働者と紡績工場の労働者がストライキを起こすと、治安部隊が出動して発砲。政府発表では死者22人、負傷者60人、警官の負傷者13人となっていたが、こちらも100人以上の死者が出たのではないかと言われている。

### ウ・タント葬儀弾圧事件

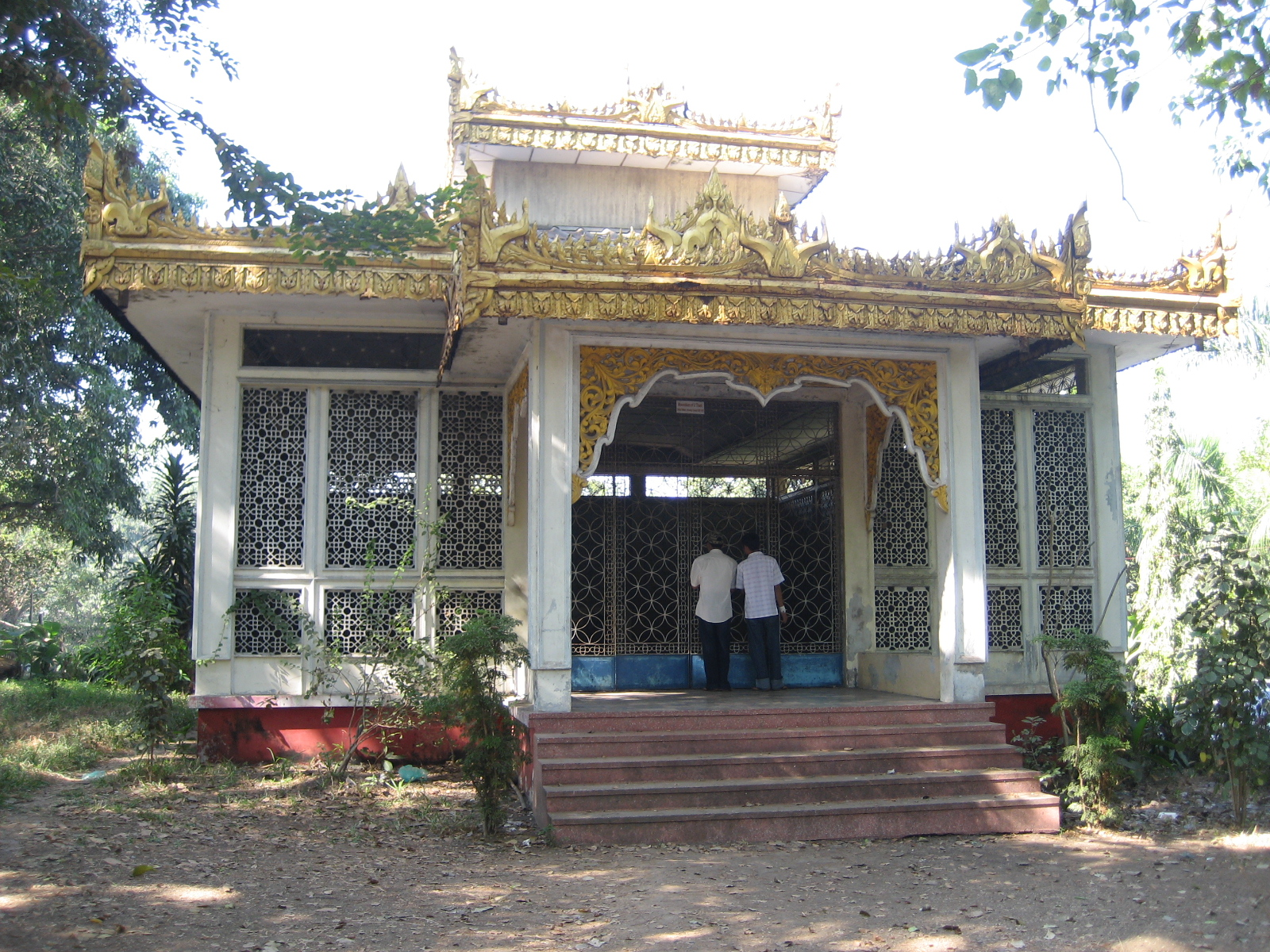
ウ・タントの霊廟

1974年12月1日、11月25日に亡くなった元国連事務総長・ウ・タントの遺体がヤンゴン空港に到着し、チャイカサン競馬場に運ばれて一般弔問客に公開された。その後、ネ・ウィンの妻・キンメイタンも眠るチャンドー墓地に埋葬される予定だったが、一連の手続きにはネ・ウィン以下政府は一切関与しておらず、ウ・タントの遺族によって執り行われていた。しかし5日、学生や僧侶が5万人の弔問客がいる中で棺を奪い、ヤンゴン芸術科学大学の集会ホールに持ち込み、政府に国葬を要求した。その後、ウ・タントの遺族と学生・僧侶の間で話し合いが持たれ、その際、シュエダゴン・パゴダの麓にあるコンバウン朝最後の王妃・スパラヤットやタキン・コドーマインの墓の近くに、ウ・タントの霊廟を建てるという政府からの提案が遺族から示された。話し合いの結果、1962年学生デモの際に爆破された学生会館跡地に建設中の「平和霊廟」に棺を運んで儀式を行った後、シュエダゴン・パゴダの麓に埋葬されることになり、8日、約束どおり「平和霊廟」で儀式が行われた。しかし、いざ棺を運び出す段になると、学生たちが「遺体を移動させるな」と騒ぎ始め、遺体を「平和霊廟」に埋葬し、国連旗を掲げた。遺族はネ・ウィンに「遺体を守ってほしい」と要請、11日、政府はヤンゴン地方域全域に戒厳令を発令し、治安部隊がキャンパスに侵入し、その場にいた者を全員逮捕した。この際は死者・負傷者は出なかったが、その後数日間、ヤンゴン各地で暴動が発生し、暴徒によって警察署、駅が破壊され、車、鉄道が放火されるなどしたので、治安部隊が再出動してこれを鎮圧。政府発表で9人が死亡、74人が負傷、1,800人が逮捕された。その後、ウ・タントの遺体は遺族の希望どおり、シュエダゴン・パゴダ南門近くのカンドーミン庭園霊廟に埋葬された。なおイギリス大使・ゴア・ブースが、アウンサンスーチーにこの事件の黒幕について尋ねたところ、スーチーは「シャン族によって企てられたものであり、成功の見込みはなく、人命を失うだけで許されるものではない」という「典型的なビルマ族の反シャン族の立場」（ブース）を取ったのだという。

### タキン・コドーマイン生誕100周年記念デモ未遂事件
1976年3月23日、独立運動家、詩人、スターリン平和賞を受賞した平和活動家でもあるタキン・コドーマインの生誕100周年を記念する権利を要求して、学生たちがシュエダゴン・パゴダのウ・タント廟からタキン・コドーフマイン廟までデモ行進したが、治安部隊によって逮捕された。首謀者はティンマウンウー（Tin Maung Oo）というヤンゴン大学で動物学を専攻していた元学生で、ウ・タント葬儀弾圧事件の際も、葬儀委員会書記長を務めていたが、その後、失踪して泰緬国境で活動していたボー・レッヤの人民愛国党（PPP）の下で活動していたのだという。

## 暗殺未遂
ネ・ウィンは少なくとも2回暗殺未遂事件に遭っている。

### チョーズワミン暗殺未遂事件
1965年、ネ・ウィンの個人秘書だったチョーズワミン（Kyaw Swa Myint）（英語名：ジョニー・ライアーズ《Johnny Liars》）という34歳のアングロ・ビルマ人大尉がネ・ウィンの毒殺を企てた。暗殺を企てた理由は、ビルマ式社会主義の失望したからとも、ネ・ウィンの妻・キンメイタンと親密な関係になったからとも、軍事機密をタイの武官に3万5000ドルで売ったからだとも言われている。計画がばれたチョーズワミンはタイのバンコクへ逃れたが、そこのレストランで食事中、ネ・ウィンが差し向けた刺客にナイフで刺されたが、なんとか一命をとりとめ、その後、オーストラリアに逃亡した。彼の妻、母、姉妹は投獄され、拷問を受けた。チョーズワミンは暗殺を恐れて在豪ミャンマー人は一切付き合わず、1981年に49歳で癌で亡くなった。この事件を機に、アングロ・ビルマ人の国軍将校が解雇された。数少ない例外が、SLORC/SPDC時代に経済閣僚を歴任したデヴィッド・アベルである。

### オーチョーミン暗殺未遂事件
1976年3月、前年にティンウー国軍総司令官が更迭されたことに不満を抱いたオーチョーミン陸軍大尉以下若い陸軍将校のグループが、ネ・ウィン、サンユBSPP書記長、ティンウー国家情報局長の暗殺を計画。3月27日、ヤンゴンの大統領官邸で開催された国軍記念日の晩餐会で暗殺を決行する予定だったが、ネ・ウィンが突然スイスへ外遊に出かけてしまい中止となった。後日、再決行することにしたが、その前に情報が漏れ、4月2日、オーチョーミンはアメリカ大使館に赴いて政治亡命を求めた。しかし、ミャンマー政府と良好な関係を保ちたいと考えていた大使館は、これを拒否。結局、裏切り者が出て、オーチョーミン以下計画の首謀者13名が逮捕され、裁判にかけられた後、オーチョーミンには死刑判決が下され、1979年に執行された。裁判ではビルマ式社会主義に否定的な国軍幹部のかなりの数が事前に計画を知っていたという事実が発覚し、ティンウー前国軍総司令官も暗殺計画に関わっていた容疑で7年の懲役刑を受けた。もう1人、チョーゾー准将が計画への関与を疑われたが、逮捕直前にヤンゴンを脱出してCPBに合流し、CPBの司令官に就任した。彼は独立期の反乱時からCPBと通じていた。

## 逸話
- 「アウンサンさえ暗殺されずに健在であれば、自分は軍務だけに専念し、政治の舞台に出る必要はなかった。軍人として一生を終えるのが私の望みだった」と述懐したことがある[114]。また雑誌に自身が「国軍の父」と書かれた際、「国軍の父はアウンサンだ。自分は養父みたいなものだ」と述べたと伝えられる[115]。
- 「優れた将軍」とは、戦闘に勝利するのはその目的の半分に過ぎず、優れた将軍は政治的なフォローアップに関心を持たなければならず、また諜報活動も重視しなければならないというのが持論だった[116]。
- 一国家のトップとしては、わりと質素な暮らしぶりだった。また親類縁者を依怙贔屓して、政界・官界・国軍の要職に就けるようなこともしなかった[94]。
- 汚職にはかなり厳しい態度で臨んだ。かつて以下のようなことを述べたことがある[114]。

- 大変な読書家で、自宅には大きな書棚があった。来日した際には、神田の三省堂本店を訪れ、長時間吟味した挙げ句、歴史、化学、哲学などの洋書を購入した。また献本を受けた際は、必ず礼状と感想を書いて送ったのだという[117]。
- 競馬が趣味だったが、1962年のクーデター以降は、美人コンテストと一緒に競馬も禁止し、ラングーン競馬場は人民集会場に衣替えした。建物は現存している[118][119]。
- 賭博も禁止されたが、フラトゥン、テインニュンのネ・ウィンの2人の弟、ネ・ウィンの2番目の妻・ドー・ティンティンが経営する賭博場はおおっぴらに営業していた[120]。のちにこの3人は投獄されたが、獄中ではVIP扱いで、当時ミャンマー最高級のホテルだったストランド・ホテルから食事を運ばせていたのだという[121]。
- テニス肘でテニスを断念した後はゴルフに凝った。自宅そばに9ホールの専用ミニコースを作って1人で練習していた。来日した際、台風の余波で強風吹き荒れる中でもプレーしていたのだという。スウィングフォームは力任せの強引なものだったが、腕力があるゆえ、ボールはよく飛んだ。平均スコアは90前後[117]。
- 副鼻腔炎の持病があった[122]。
- 記憶力が大変良く、たとえ一兵卒の兵士でも一度会った相手の名前、家族の状況はすべて覚えていて、相手をびっくりさせ、その心を掴んだのだという[123]。
- 日本に対する感情は愛憎半ばというところで、日本軍政下では不愉快な経験も多かったのだという。ミャンマーを訪問した日本の首相の晩餐会の招待を多忙を理由に断ったことがある。日本軍人の勇敢さ、犠牲心などはたびたび称賛していたが、戦後日本の経済優先の姿勢には批判的で、日本の文化・伝統にも興味がなかったのだという[124]。しかし1981年の独立記念日には、南機関関係者7人（鈴木敬司の未亡人、杉井満、川島威伸、泉谷達郎、高橋八郎、赤井《旧姓鈴木》八郎、水谷伊那雄）にアウンサン勲章を授与した[71]。
- 国内のインド人・中国人を敵視していたので、外国人嫌悪者と評されることも多かったが、実際は外遊を頻繁に行い、外国に長期滞在し、外国首脳と親しく付き合っていた[125]。
- 1965年、シンガポール首相・リー・クアンユーがネ・ウィンと一緒にヤンゴンのゴルフ場でプレーした際、ネ・ウィンは暗殺を警戒してヘルメットを被ってプレーをしていたのだという[126]。
- 1966年の初来日の際、昭和天皇が羽田空港で出迎えることになっていたが、「恐れ多い」という理由で辞退した[114]。
- 開発途上国のリーダーが先進国の要人と会談する際は経済援助を求めることが多いが、ネ・ウィンはそういうことを一切しなかった。1966年の初来日の際、佐藤栄作首相と会談した時も、首相側は経済援助の準備をしていたのだが、会談中、ネ・ウィンは一切その話題に触れず、佐藤首相がそれとなく話題を振っても、ネ・ウィンは無視し、結局、経済援助の話は切り出せなかった[114]。
- 1970年の大阪万博には、当時の妻・キンメイタンを伴って訪れた。当時、ビルマ館は国内外から絶賛された[127][128]。また来日中にネ・ウィンと旧知の元日本兵たちと再会が実現したのを機に、ビルマ戦友会の有志が中心となり、外務省の公認団体として日本・ビルマ文化協会（現・日本・ミャンマー友好協会）が結成された[129]。
- 1970年12月6日午前6時、ネ・ウィンは突然、車両を右側通行に変更した。当時、ミャンマーでは日本の中古バスがたくさん走っていたが、その乗降用扉は左側についていた。ゆえに右側通行になったことにより、乗客は道路の真ん中に立ってバスの乗り降りをしなければならなくなり、非常に不便だった[130]。
- 1973年に非公式で来日した際、田中角栄首相らと小金井のゴルフコースでゴルフを楽しんだが、多くの警察官が警護をしているのを見て、彼らに迷惑をかけまいとプレーし終わった後は早々にホテルに引き上げた。そしてホテルで食事を始めると、側近に「警察官たちのために食事を注文するように」と命じた。なおネ・ウィンは1974年にも来日し、田中首相と協議した結果、ミャンマーでの遺骨収集事業を開始した[114]。
- 1975年のクリスマス・イブ、インヤレイク・ホテルの湖畔にある庭園で、ミャンマーのエリート層の子弟や外国人が参加するパーティーが開かれ、若者たちがロックバンドの演奏に乗ってダンスを楽しんでいた。ネ・ウィンは私邸の対岸から聞こえてくる爆音に閉口し、使者を遣わせて音量を下げるように命じた。しかし事態は改まらず、ついにネ・ウィンはパーティー会場に乗り込んで、ドラマーからスティックを奪い取ってドラムに突き刺し、「とっとと消え失せろ」と怒鳴りつけた。さらに元国軍将校のホテル支配人にビンタを食らわし、解雇した。この事件は国民に広く知れわたり、タイの新聞にも記事が載った[131]。
- 1979年に愛娘のサンダーウィンが、イギリスの医大の留学試験を受験したところ、英語の点数が足りず不合格となった。当時、「ビルマ化政策」により外国語教育は軽視されていたが、これを見たネ・ウィンは翌年から高校の英語、数学、物理、化学、生物、経済の教科書がすべて英語に変更した[94]。

- ネ・ウィンの逆鱗に触れた者は「失脚」したが、暗殺を企てたオーチョーミン以外、殺された者はいない。そしてネ・ウィンの政敵の多くは、彼によってキャリアを台無しにされたにもかかわらず、彼の誠実さと愛国心には尊敬の念を抱いており、結局、経済運営は失敗に終わったとはいえ、善意の結果だと述べる人が多かったのだという[132]。その一因は、アウンジーに政府直営店から食材を格安で購入できるように配慮して喫茶店経営を成功させたり、ティンペーに教科書を刷る印刷工場を経営させたりして、失脚後の彼らの生活の面倒を看たからだと言われる[133]。

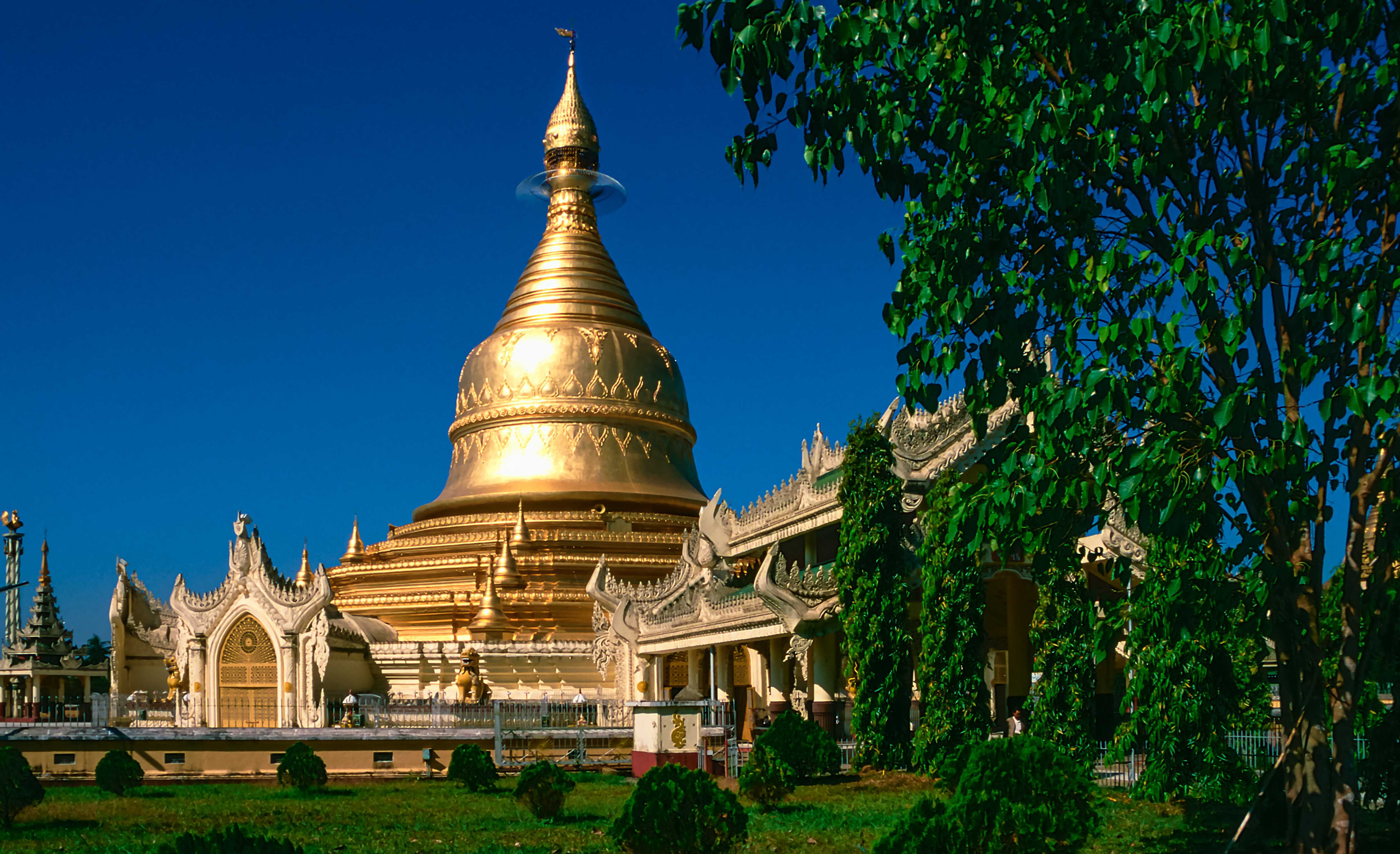
マハーウィザヤ ・パゴダ

- 1980年、全宗派サンガ合同会議（Gaing Paungson Thanga Ashiawe Pwekyi）」を記念して、シュエダゴン・パゴダ近くにマハーウィザヤ・パゴダ（英語版）を建立した。ネ・ウィンが功徳を積むために建立したとも伝えられるが、市民の憩いの場となっている[134]。

## 評価
- マルコム・マクドナルド（イギリス東南アジア担当特別委員。ネ・ウィンと私的に親しく付き合った）[135]

- シモン・ペレス（イスラエル首相）[136]

- E.G. ウィラン（駐緬イギリス大使）[137]

- チャールズ・ブース（駐緬イギリス大使）[76]

- ピーター・アクロイド（伝記作家）